# رابرت مارلند
رابرت مارلند (انگلیسی: Robert Marland؛ زادهٔ ۱۳ مهٔ ۱۹۶۴) قایقران روئینگ اهل کانادا بود.